# 捻船頭翼龍屬
捻船頭翼龍屬（屬名：Caulkicephalus）是翼龍目翼手龍亞目鳥掌翼龍科的一屬，化石發現於英格蘭南部的威特島。

## 發現與命名
在1995年到2003年期間，威特島南側的Yaverland村陸續發現翼龍類的破碎骨頭化石，來自於未知的翼龍類。該挖掘地點屬於威爾德群（Wealden Group）的威克蒂斯組（Vectis Formation）地層，地質年代約1億3000萬年前，相當於白堊紀早期的巴列姆階。
在2005年，大衛·馬提爾（David Martill）、大衛·安文（David Unwin）等人將這些翼龍類化石正式敘述、命名。模式種是三小齒捻船頭翼龍（C. trimicrodon），屬名意為「Caulkhead的頭部」，在威特島當地口語裡，Caulkhead是威特島民的自稱；kephale在古希臘文意為「頭部」。種名則意為「三個小型牙齒」，意指牠們的第五到第七對牙齒明顯較小於前方牙齒。

## 體徵
正模標本（編號IWCMS 2002.189.1, 2, 4）是三個標本，來自於同一個口鼻部的前半段。其他標本則被選為副模標本。編號IWCMS 2002.189.3標本是一個部分的頭顱骨後段。編號IWCMS 2003.2標本是一個左方骨。編號IWCMS 2003.4標本可能是一個部分顴骨。編號ICWMS 2002.237標本是第一指骨碎片，長4.4公分。編號IWCMS 2002.234.1-4等四個標本，則是第一指骨的四個部分，總長度為24.5公分。編號IWCMS 2002.233標本可能是第二指骨的末端，長6.4公分。編號IWCMS 2002.236標本則可能是第四指骨的主幹。編號IWCMS 2003.3標本則可能是後肢骨頭的碎片。這些化石曾遭受擠壓而輕微扁平。
根據現有的化石，研究人員推估口鼻部的長度約29公分。口鼻部上側有隆起頭冠基部的痕跡，沒有延伸到口鼻部的圓形前端。除了某些深藏於頜部深處的替換用牙齒，大部分牙齒沒有被保存下來，但可以由下上頜的齒槽來推算牙齒的數量、形狀、大小；但頜部骨頭右側並不完整，無法得知右側牙齒的狀況。捻船頭翼龍的牙齒橫剖面呈橢圓狀。最前方的兩對牙齒往前方傾斜；大部分牙齒則略微朝後方、兩側傾斜；最後方的牙齒則垂直於上下頜骨頭。最前方數對牙齒是最大型，尤其是第三對牙齒，越後面的牙齒越小型。第四對牙齒的大小相當於第一對牙齒。與前方牙齒相比，第五到第七對牙齒明顯較小，大約只有一半大小；這成為捻船頭翼龍的種名來源。第八到第十對牙齒的大小，也相當於第一對牙齒。口鼻部的第二、第三端化石之間的斷裂處狹窄，在這之後是每邊四個齒槽，但齒槽位置並沒有左右側相對應。根據研究人員的估計，上頜在生前每邊至少有14顆牙齒。
捻船頭翼龍的齒列為最前方是大型尖狀牙齒，其後是三顆較小的牙齒，之後是略大的牙齒，越後方牙齒越小型。根據研究人員的說法，捻船頭翼龍是以魚類為食的翼龍類，中間的牙齒較小，因為此段落可以咬住易滑的魚類身體。
頭顱骨後段多呈零碎骨頭。頭顱骨後上方有顱頂頭冠的基部，顯示牠們在生前有顱頂頭冠，可能朝向頭部後上方。捻船頭翼龍可能有兩個頭冠，一個是口鼻部上側的隆起部分，另一個是顱頂後方的頭冠。
捻船頭翼龍的化石發現處，可發現陸地植物的化石碎片，而且不是海相沉積層，這顯示捻船頭翼龍可能棲於陸地環境。大衛·馬提爾等人估計，捻船頭翼龍的翼展約5公尺。

## 分類
大衛·馬提爾等人在命名捻船頭翼龍時，根據口鼻部中段較為狹窄的形狀，而將牠們歸類於鳥掌翼龍科。根據大衛·安文的說法，口鼻部上側的隆起冠飾，也是鳥掌翼龍超科的常見特徵。捻船頭翼龍的顱頂頭冠，則可能是鳥掌翼龍科真鳥掌翼龍類的共有衍徵。捻船頭翼龍的自衍徵包含：齒列的排列模式、前上頜骨與上頜骨間骨縫往斜後方傾斜、上頜腭骨的中央稜脊，起始於第九對牙齒的上方。

## 外部連結
- （英文）捻船頭翼龍的簡介、圖片 （页面存档备份，存于）